# Coenomyia ferruginea
Coenomyia ferruginea ist eine Fliege aus der Familie der Stinkfliegen (Coenomyidae). 

## Merkmale
Die Fliegen erreichen eine Körperlänge von 14 bis 20 Millimetern. Ihr braun gefärbter Körper ist verhältnismäßig dick gebaut und hat eine längliche, zylindrische Form. Die Männchen haben eine schwarze Körpergrundfarbe und tragen helle Flecken an den Rändern der Tergite am Hinterleib. Die Weibchen sind braungelb gefärbt und haben goldgelb bereifte Hinterleibssegmente. Die Flügel sind braungelb getönt, ihre Costalader umläuft den gesamten Flügel.

## Vorkommen und Lebensweise
Die Art ist von Westeuropa bis in den Süden Sibiriens sowie in Nordamerika verbreitet. Die Tiere treten in Mittel- und Hochgebirgen, vor allem in der Nähe von Wasserläufen auf und ruhen dort auf der Vegetation. Sie ernähren sich von Nektar und Honigtau und können in bestimmten Situationen einen penetranten Geruch absondern, der auch als Käsegeruch beschrieben wird. Die Larven leben in den oberen Schichten von humusreichen Böden sowie in Totholz. Sie ernähren sich dort von Detritus und anderen Insektenlarven.

## Belege